# Zyklonsaison im Nordindik 1990
Die Zyklonsaison im Nordindik 1990 war, im Gegensatz zu anderen Entstehungsgebieten für tropische Wirbelstürme, wie die Pazifische Hurrikansaison, zeitlich nicht begrenzt, sondern ganzjährig. Jedoch entstehen Zyklone vor allem vor und nach dem Sommermonsun, im Mai und Juni sowie im Oktober und November. Das zuständige Regional Specialized Meteorological Centre, das India Meteorological Department (IMD), zählt alle Stürme, die sich zwischen dem 45. und 100. Grad östlicher Länge bilden. In diesem Becken entstehen die Zyklone entweder östlich des indischen Subkontinentes im Golf von Bengalen und im westlich davon liegenden Arabischen Meer.

## Stürme

### Tropisches Tiefdruckgebiet 01B
Am 17. April bildete sich östlich von Sri Lanka eine tropische Störung, es wurde eine Tropensturmwarnung herausgegeben. Sie wurde als Tropische Depression 01B von der JTWC am nächsten Tag bezeichnet. Starke Westwinde in höheren Ebenen jedoch hemmten die Entwicklung der Depression und sie löste sich noch über dem Ozean auf. Es gab keine Auswirkungen von der Depression.

### Superzyklonischer Sturm BOB 01
Am 3. Mai bildete sich 800 km östlich von Sri Lanka eine tropische Störung. Die nun westwärts ziehende Störung wurde am nächsten Tag vom India Meteorological Department (IMD) als BOB01 klassifiziert. Da die Bedingungen im Gegensatz zu seinem Vorgänger nun gut waren, verstärkt sich die Depression am 4. Mai zum Zyklon. Während der beiden folgenden Tage intensivierte sich der Sturm weiter und wurde am 8. Mai zu einem superschweren Zyklonischen Sturm heraufgestuft. Bei der Annäherung an das Festland schwächte sich der Sturm zu einem schweren Zyklonischen Sturm ab. Am 9. Mai fand der Landfall im Bundesstaat Andhra Pradesh gegen Mittag statt. Über Land verlor der Sturm schnell an Energie und löste sich am 10. Mai auf.

### Depression BOB 04
Am 20. August berichtete die India Meteorological Department, dass sich eine Depression im Osten von Indien gebildet hatte. In den nächsten Tagen wurden Drücke in der Höhe von 986 hPa erreicht. Während der nächsten paar Tage verstärkte die Depression sich nicht weiter und löste sich am 24. August auf.

### Deep Depression BOB 07
Eine Tropische Depression, die sich am 30. Oktober bildete. Sie zog nordwestwärts und machte am 3. November Landfall.

### Deep Depression ARB 09
Am 16. November meldete  das IMD, dass sich eine Depression etwa 500 km südwestlich von Mumbai gebildet hat.

### Schwerer zyklonischer Sturm BOB 10
Der letzte Sturm der Saison bildete sich am 13. Dezember in der südlichen Bucht von Bengalen. Es zog Richtung Norden und verstärkte sich zu einem tropischen Wirbelsturm am 15. Dezember. Der Sturm erreichte eine Spitzengeschwindigkeit von 80 km/h. Er schwächte sich jedoch aufgrund von Winden in höheren Ebenen ab. Er traf am 18. Dezember aufs Land, auf der Grenze zwischen Bangladesch und Myanmar.